# الکساندر دوژو
الکساندر دوژو (انگلیسی: Alexandre Dujeux؛ زادهٔ ۸ ژانویهٔ ۱۹۷۶) بازیکن فوتبال اهل فرانسه است.
از باشگاه‌هایی که در آن بازی کرده‌است می‌توان به باشگاه فوتبال لو آور، باشگاه فوتبال اوسر، باشگاه فوتبال تروا، باشگاه فوتبال آژاکسیو، و باشگاه فوتبال ستاره سرخ اشاره کرد.